# Piłka ręczna na Igrzyskach Ameryki Środkowej 2010
Turnieje piłki ręcznej na IX Igrzyskach Ameryki Środkowej odbyły się w dniach 15–19 kwietnia 2010 roku w stolicy Panamy, Panamie. Turnieje służyły również jako kwalifikacje do CACSO 2010.
W zawodach triumfowali zawodnicy z Hondurasu i reprezentantki Salwadoru.

## Podsumowanie

### Klasyfikacja medalowa
| Klasyfikacja medalowa | Klasyfikacja medalowa | Klasyfikacja medalowa | Klasyfikacja medalowa | Klasyfikacja medalowa | Klasyfikacja medalowa |
| Miejsce               | Reprezentacja         | Złoto                 | Srebro                | Brąz                  | Razem                 |
| --------------------- | --------------------- | --------------------- | --------------------- | --------------------- | --------------------- |
| 1                     | Salwador              | 1                     | 1                     | 0                     | 2                     |
| 2                     | Honduras              | 1                     | 0                     | 1                     | 2                     |
| 3                     | Kostaryka             | 0                     | 1                     | 0                     | 1                     |
| 4                     | Nikaragua             | 0                     | 0                     | 1                     | 1                     |
| Razem                 | Razem                 | 2                     | 2                     | 2                     | 6                     |

### Medaliści
| Konkurencja | 1. miejsce | 2. miejsce | 3. miejsce |
| ----------- | ---------- | ---------- | ---------- |
| Mężczyźni   | Honduras   | Salwador   | Nikaragua  |
| Kobiety     | Salwador   | Kostaryka  | Honduras   |

## Mężczyźni
| 15 kwietnia 201015:00 | Nikaragua | 26:20(15:10) | Kostaryka | Gimnasio Chino Panameño, Panama |
| 15 kwietnia 201015:00 |           | 26:20(15:10) |           | Gimnasio Chino Panameño, Panama |

| 15 kwietnia 201019:00 | Honduras | 26:23(10:10) | Panama | Gimnasio Chino Panameño, Panama |
| 15 kwietnia 201019:00 |          | 26:23(10:10) |        | Gimnasio Chino Panameño, Panama |

| 16 kwietnia 201015:00 | Honduras | 25:23(15:9) | Nikaragua | Gimnasio Chino Panameño, Panama |
| 16 kwietnia 201015:00 |          | 25:23(15:9) |           | Gimnasio Chino Panameño, Panama |

| 16 kwietnia 201019:00 | Salwador | 22:21(9:10) | Panama | Gimnasio Chino Panameño, Panama |
| 16 kwietnia 201019:00 |          | 22:21(9:10) |        | Gimnasio Chino Panameño, Panama |

| 17 kwietnia 201015:00 | Kostaryka | 23:22(14:10) | Salwador | Gimnasio Chino Panameño, Panama |
| 17 kwietnia 201015:00 |           | 23:22(14:10) |          | Gimnasio Chino Panameño, Panama |

| 17 kwietnia 201019:00 | Panama | 24:31(11:15) | Nikaragua | Gimnasio Chino Panameño, Panama |
| 17 kwietnia 201019:00 |        | 24:31(11:15) |           | Gimnasio Chino Panameño, Panama |

| 18 kwietnia 201017:00 | Honduras | 27:13(17:3) | Kostaryka | Gimnasio Chino Panameño, Panama |
| 18 kwietnia 201017:00 |          | 27:13(17:3) |           | Gimnasio Chino Panameño, Panama |

| 18 kwietnia 201019:00 | Salwador | 31:23(16:8) | Nikaragua | Gimnasio Chino Panameño, Panama |
| 18 kwietnia 201019:00 |          | 31:23(16:8) |           | Gimnasio Chino Panameño, Panama |

| 19 kwietnia 201013:00 | Honduras | 27:19(10:7) | Salwador | Gimnasio Chino Panameño, Panama |
| 19 kwietnia 201013:00 |          | 27:19(10:7) |          | Gimnasio Chino Panameño, Panama |

| 19 kwietnia 201015:00 | Panama | 18:22(7:6) | Kostaryka | Gimnasio Chino Panameño, Panama |
| 19 kwietnia 201015:00 |        | 18:22(7:6) |           | Gimnasio Chino Panameño, Panama |

## Kobiety
| 15 kwietnia 201017:00 | Honduras | 25:25(16:13) | Kostaryka | Gimnasio Chino Panameño, Panama |
| 15 kwietnia 201017:00 |          | 25:25(16:13) |           | Gimnasio Chino Panameño, Panama |

| 16 kwietnia 201017:00 | Kostaryka | 23:24(7:13) | Salwador | Gimnasio Chino Panameño, Panama |
| 16 kwietnia 201017:00 |           | 23:24(7:13) |          | Gimnasio Chino Panameño, Panama |

| 17 kwietnia 201017:00 | Salwador | 31:22(15:15) | Honduras | Gimnasio Chino Panameño, Panama |
| 17 kwietnia 201017:00 |          | 31:22(15:15) |          | Gimnasio Chino Panameño, Panama |